# Peña Bolística Madrileña
La Peña Bolística Madrileña es una entidad deportiva de Madrid dedicada a la práctica del bolo palma. Fue fundada en 1947 y ha militado nueve temporadas en la máxima categoría nacional.

## Historia
La Bolística Madrileña fue fundada en Madrid en 1947. En la actualidad su sede se sitúa en la c/Agastia 86, donde se sitúa su bolera. Es una de las peñas más importantes y de las más laureadas de la capital española, habiendo logrado militar nueve temporadas en la máxima categoría de la Liga Nacional de Bolos, así como varios campeonatos regionales.
En el campeonato liguero su mejor clasificación fue la de 2011, finalizando tercera en su grupo empatado a puntos con el segundo clasificado, y por tanto fuera de las semifinales. En la Copa Federación Española de Bolos su mejor actuación fue alcanzar las semifinales en 2013, donde cayó ante la Peña Bolística Sobarzo. Fue quinta en el campeonato de España de parejas de primera categoría disputado en Asturias en 2023.

## Palmarés
- Campeón regional de bolos de Madrid (8): 1998, 2000, 2003, 2004, 2005, 2006, 2008 y 2009.
- Subcampeón regional de bolos de Madrid (1): 2010.
- Semifinalista de la Copa Federación Española de Bolos (1): 2013.
- 9 temporadas en la Liga Nacional de Bolos: 1989 a 1991, 1999, 2001, 2007, y 2009 a 2011.